# Віймсі
Віймсі (ест. Viimsi) — селище на півночі Естонії.

## Географія
Це невелике селище, розташоване на східному березі Талліннської затоки Балтійського моря. Адміністративний центр волості Віймсі в складі повіту Гар'юмаа.

## Історія
Перша згадка про Віймсі як про мизу Wiems сягає 1471 року.
Після Північної війни серед власників мизи згадувалися остзейські дворяни Стенбок, Буксгевдени, Майдель і Шотлендери.
Після проведеної в 1919 році націоналізації миза дісталася як подарунок головнокомандувачу естонської армії Івану Лайдонеру, який володів нею до 1940 року.
У 2001 році в будівлі був відновлений, створений в 1919 році, Військовий музей Естонії під назвою Музей генерала Лайдонера.